# Machiko Kyō
Machiko Kyō (京 マチ子 Kyō Machiko?), född Motoko Yano den 25 mars 1924 i Ōsaka, död 12 maj 2019 i Tokyo, var en japansk skådespelare, främst verksam under 1950-talet. Hon steg till utomordentlig inhemsk popularitet i Japan för sina insatser i två av 1900-talets japanska storfilmer, Akira Kurosawa's Demonernas port och Kenji Mizoguchis Sagor om en blek mystisk måne efter regnet.

## Karriär
Kyō utbildade sig till dansare, innan hon gick till filmen 1949. Året därpå nådde hon international berömmelse för den kvinnliga huvudrollen i Akira Kurosawas klassiska film Rashōmon. Hon blev stjärnan i många fler japanska produktioner, mest uppmärksammade Mizoguchis Sagor om en blek mystisk måne efter regnet (1953) och Kon Ichikawas Lidelsernas hus (1959), som tog Jurypriset vid Cannes-festivalen 1960.
Hennes enda roll i en icke-japansk film var som Lotusblomman, en ung geisha, i Daniel Manns Tehuset Augustimånen 1957 med spel mot Marlon Brando och Glenn Ford. Vid närmare 90 års ålder fortsatte Kyō att spela i traditionella japanska teateruppsättningar av den välkände producenten Fukuko Ishii. Kyō blev nominerad till en Golden Globe Award för Tehuset Augustimånen, en stor bedrift för en asiatisk filmstjärna på den tiden, och har tilldelats många priser, inklusive ett Lifetime Achievement Award från Nippon Academy-shō.

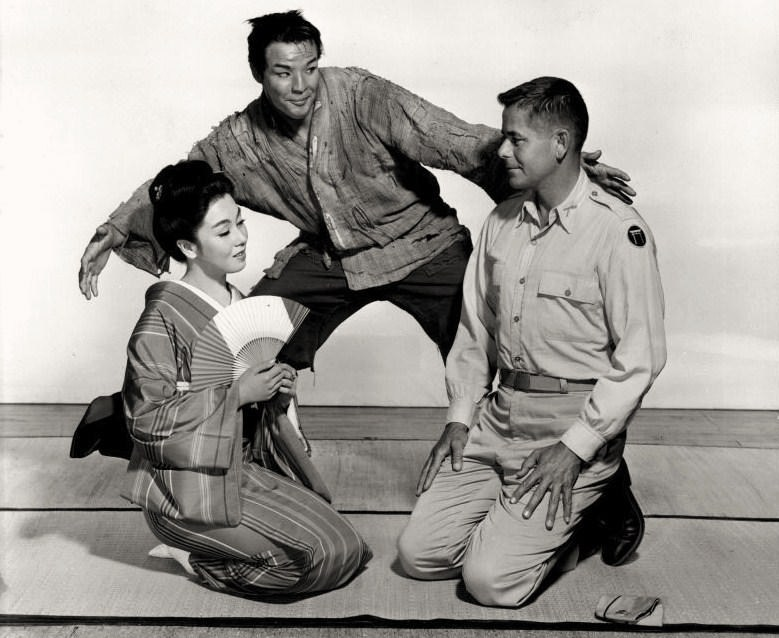
Med Marlon Brando och Glenn Ford, i Tehuset Augustimånen (1956)

## Filmografi i urval
Machiko Kyōs filmografi upptar 97 filmer. Urval och svenska titlar från Chaplin (1965)
- Kurosawas Rashōmon, Demonernas port (1950)
- Mizoguchis  Ugetsu monogatari, Sagor om en blek mystisk måne efter regnet (1953)
- Naruses Ani Imoto, Äldre Broder, Yngre Syster (1953)
- Kinugasas Jigokumon, Helvetets port (1953)
- Kimuras Sen-Hime, Prinsessan Sen (1954)
- Mizoguchis Yokihi, Kejsarinnan Yang (1955)
- Tōjūrō no Koi (1955)
- Tehuset Augustimånen (1956)
- Mizoguchis Akasen Chitai, Skammens gata (1956)
- Yoshimuras Yoru no Cho, Nattfjärilar (1957)
- Yūrakuchō de Aimashō (1957)
- De Lojala 47 Ronin (1958)
- Ichikawas Sayonara Konnichiwa, Farväl, goddag (1958)
- Kinugasas Naniwa Onna, En kvinna från Osaka (1958)
- Yoshimuras Yoru no Sugao, Nattens nakna ansikte (1959)
- Ichikawas Kagi, Lidelsernas hus (1960)
- Yoshimuras Onna no Kunsho, Ett mönster att dö efter (1960)
- Ichikawas Jokyo, En kvinnas testamente (1960)
- Ichikawas Bonchi (1960)
- Inoues Sannin no Kaoyaku, Sista förräderiet (1961)
- Yoshimuras ?, Giftasålder (1961)
- Misumis Shaka, Buddha (film) (1963)
- Tanakas Shin no Shikotei, Den stora muren (1963)